# 合田敏行
合田 敏行（ごうだ としゆき、1958年1月14日 - ）は、NHK放送文化研究所メディア研究部研究主幹、元アナウンサー。

## 経歴
東京都出身。東京大学卒業後の1980年にアナウンサーとして入局。新潟、高松、東京、大阪の各局で勤務した。大阪編成部アナウンス統括担当部長を最後にアナウンスの現場を離れ裏方管理職となり、2009年長崎局長に就任、3年務め、2012年の人事で放送文化研究所に転出、今に至る。

## 担当番組

### アナウンサー時代
- 夕べのひととき（NHK新潟）
- きょうの新潟630
- FMリクエストアワー 新潟・高松
- 高専ロボコン（1989-1993年度、実況・ナレーター）
- NHK青春メッセージ（1991・1992年度）
- ことばは変わる（1992年度）
- ひるどき日本列島（1993年度）
- 昼の散歩道（1996年度）
- さわやかインタビュー（1996年度）

### NHK放送文化研究所時代
- カムカムエヴリバディ - ラジオのニュース番組のアナウンサー（声の出演のみ）
- ごごカフェ - 目指せコミュ達!（月曜日）